# Ardisia fuliginosa
Ardisia fuliginosa är en viveväxtart som beskrevs av Carl Ludwig von Blume. Ardisia fuliginosa ingår i släktet Ardisia och familjen viveväxter. Inga underarter finns listade i Catalogue of Life.